# 圣菲省
圣菲省為南美國家阿根廷二十三省之一，省会为圣菲。同时也是阿根廷的24个自治政府或一级行政区和24个立法选区之一。。位於阿根廷東北部，是沿海地区的省份之一，同时属于中部地区之一。
该省的北边为查科省，东边以巴拉那河与科连特斯省和恩特雷里奥斯省相隔，南边与布宜诺斯艾利斯省相连，西边和科尔多瓦省与圣地亚哥-德尔埃斯特罗省。
全省最重要的城市为罗萨里奥市（人口最多的城市）、圣菲市和拉斐拉市。
圣菲省会在1573年被胡安·德·加雷创立并成为阿根廷最为重要的几个城市。
圣菲的地方生产总值占阿根廷国内生产总值的8%。连同科多瓦和布宜诺斯艾利斯组成阿根廷主要经济。根据地方生产总值显示，第三产业占总体的68%；第二产业占总体的22%，而第一产业仅占10%。
当地的民族英雄是埃斯塔尼斯劳·洛佩斯，被称为“联邦主教”。在1815年，他与马里亚诺·维拉起草了该省的第一部宪法（同时也是阿根廷省份当中的第一部宪法），并一起确定了该省的自治权。
根据2010年国家人类发展报告的数据，圣菲省的人类发展指数为0.832，在阿根廷排名第9，仅次于门多萨省，高于里奥内格罗省。
圣菲省被昵称为“无敌的圣菲省”，有时也简称为“无敌的省（西班牙語：la provincia invencible）”，它的省旗中也能体现出来。

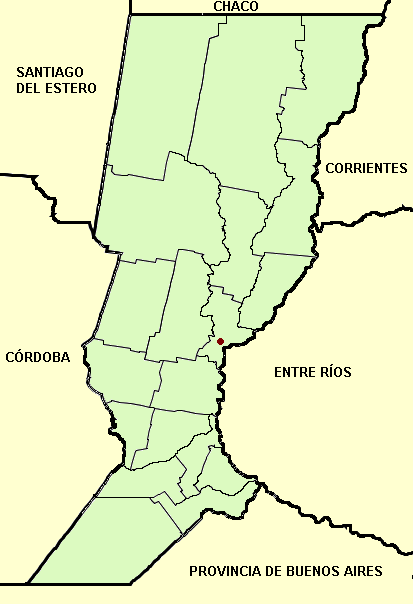
圣菲省的19个Departamento